# بي ام دبليو 003
بي ام دبليو 003 (التسمية الكاملة لـ RLM BMW 109-003 ) هو محرك نفاث محوري مبكر أنتجته شركة بي إم دبليو في ألمانيا خلال الحرب العالمية الثانية. كان 003 وJunkers Jumo 004 هما المحركان النفاثان الألمانيان الوحيدان اللذان بلغا الإنتاج خلال الحرب العالمية الثانية.
بدأ العمل على تصميم BMW 003 قبل تصميمها المعاصر، Jumo 004، ولكن مشاكل التطوير الطويلة الأمد تعني أن BMW 003 دخلت الإنتاج في وقت لاحق، وتم إعادة تصميم مشاريع الطائرات التي تم تصميمها مع أخذها في الاعتبار Jumo powerplant بدلاً من ذلك. كانت الحالة الأكثر شهرة لهذا هي مسرشميت مي 262، التي استخدمت 003 في اثنين من النماذج الأولية من السلسلة V وفي الطائرتين التجريبيتين A-1b. كانت طائرة الإنتاج الوحيدة التي استخدمت BMW 003 هي هاينكل هي 162 والإصدارات اللاحقة من السلسلة C، ذات الأربعة محركات من ارادو ار 234.
تم بناء حوالي 3500 محرك BMW 003 في ألمانيا، ولكن تم تركيب عدد قليل جدًا منها في الطائرات.  شكل المحرك أيضًا أساسًا لتطوير المحركات النفاثة في اليابان خلال الحرب، وفي الاتحاد السوفيتي بعد الحرب. مشتق أكبر كان BMW 018، ولكن تم بناء ثلاثة نماذج أولية فقط بحلول نهاية الحرب. تم استخدام هذا الإصدار كأساس لنجاح Snecma Atar الفرنسية بعد الحرب.

## التصميم والتطوير
ملاحظات